# Gamaliel (Kentucky)
Gamaliel è un comune degli Stati Uniti d'America, situato nello Stato del Kentucky, nella contea di Monroe.